# Стигма (біологія)

Стигма у евглени (позначено червоним кольором)

Сти́гма або ві́чко — специфічна світлосприймаюча органела, що притаманна, як правило, тільки рухомим організмам. 

## Загальні відомості
Зазвичай стигма функціонально пов'язана з хлоропластом та джгутиковим апаратом клітини. Вона не здатна бачити в прямому розумінні цього слова, проте світло від темряви відрізняє і завжди веде до освітленого місця (у евглени зеленої).
Під світловим мікроскопом стигма являє собою скупчення червоного або жовтогарячого пігменту сферичної, еліпсоїдної, паличкоподібної, або трапецієподібної форми. Тонка структура та місце локалізації стигми по відношенню до хлоропласту та джгутикового апарату — ознака на рівні таксонів вищого рангу (відділів та класів).
Наявність стигми обумовлює здатність організму до фототаксису (проте фототаксисом володіють і багато Найпростіших, позбавлені стигми, наприклад, багато видів інфузорій). Стигма зазвичай включає пляму яскраво-червоного кольору, що є скупченням глобул, що містять пігмент гематохром.

## Будова
Будова стигми у різних організмів різна: у більшості випадків у водоростей вони є частиною хлоропласта, розташовуючись між ламелами, проте у евгленових вічка розташовані поза пластидами.
Для Евглен показано, що світлосприймаючою частиною вічка є не стигма (скупчення пігменту), а парафлагелярне тіло — потовщення базальної частини рухомого джгутика, що містить високоупорядковані стопки мембран.

## Приклади
В шкільній програмі біології вічко вивчають на прикладі хлімідомонади.